# NGC 1761
NGC 1761 ist die Bezeichnung eines offenen Sternhaufens im Sternbild Dorado. Das Objekt wurde am 3. August 1826 von James Dunlop entdeckt.